# Chimilpa
Chimilpa är en ort i Mexiko.   Den ligger i kommunen El Arenal och delstaten Hidalgo, i den sydöstra delen av landet, 90 km norr om huvudstaden Mexico City. Chimilpa ligger 2 061 meter över havet och antalet invånare är 428.
Terrängen runt Chimilpa är kuperad åt sydost, men åt nordväst är den platt. Runt Chimilpa är det ganska tätbefolkat, med 90 invånare per kvadratkilometer. Närmaste större samhälle är San Salvador, 11,9 km nordväst om Chimilpa. Omgivningarna runt Chimilpa är i huvudsak ett öppet busklandskap.